# ブゼート・パリッツォーロ
ブゼート・パリッツォーロ（イタリア語: Buseto Palizzolo）は、イタリア共和国シチリア州トラーパニ県にある人口約2,900人の基礎自治体（コムーネ）。

## 地理

### 位置・広がり
トラーパニ県北部のコムーネ。

#### 隣接コムーネ
隣接するコムーネは以下の通り。
- カラタフィーミ＝セジェスタ
- カステッランマーレ・デル・ゴルフォ
- クストナーチ
- エーリチェ
- トラーパニ
- ヴァルデーリチェ

## 行政

### 分離集落
ブゼート・パリッツォーロには、以下の分離集落（フラツィオーネ）がある。
- Badia, Baglio Portelli, Battaglia, Blandano, Bruca, Buseto Superiore, Case Pollina, Case Sciuto, Case Scuderi, Città Povera, Fazio, Luziano, Passo Casale, Pianoneve